# Chambre de commerce et d'industrie Aix Marseille-Provence
 (août 2016).
La Chambre de commerce et d'industrie métropolitaine Aix Marseille-Provence (CCIAMP), ou CCI Aix Marseille Provence, est l’un des 126 établissements français du réseau CCI France.
Créée en 1599, elle est la doyenne mondiale des chambres consulaires.
Son statut juridique est celui d’un établissement public à caractère administratif. Placée sous la tutelle administrative de l’État, elle dispose d'une large autonomie.
Elle est administrée par une assemblée de chefs d’entreprises élus par leurs pairs pour cinq ans.
Elle a pour missions de représenter les intérêts des entreprises commerciales, industrielles et de services privés dans une logique d'appui au développement territorial.
La CCI Aix Marseille-Provence représente ainsi les intérêts de 105 000 entreprises et commerçants du territoire des Bouches-du-Rhône (13) hors Pays d'Arles.
Depuis le 22 novembre 2016, elle est présidée par Jean-Luc Chauvin. Il est le 47e à présider l’institution, qui a son siège au Palais de la Bourse à Marseille.

## Histoire
Au XVIe siècle, les navires marchands qui naviguaient sous pavillon français se trouvèrent pris pour cible par des pirates dans la mer Méditerranée. Pour les protéger, le Conseil de la ville de Marseille décida de fonder le premier bureau du commerce de l’Histoire, le 5 avril 1599. Ce bureau se compose de quatre commerçants députés, désignés par le Conseil de la ville parmi les hommes d’affaires apparents, dignes, suffisants et solvables.
Le 15 avril 1600 le roi Henri IV approuve cette décision par le biais de lettres patentes.
En 1650, le bureau de commerce devient la chambre de commerce et acquiert son indépendance vis-à-vis de la municipalité. Par la suite, les villes de Rouen, de Dunkerque ou encore de Lyon suivent l’exemple marseillais.
Le port de Marseille se voit attribuer, par un édit royal, le monopole du commerce avec les échelles du Levant. La chambre de commerce reçoit alors la mission d’entretenir les plans d’eau et les quais, avec un budget annuel de 25 000 livres tournois. En 1669, le roi crée une « École des jeunes de langues », chargés de traduire la diplomatie et le commerce du royaume dans les pays orientaux. La CCI de Marseille est mandatée pour financer la formation de ses interprètes à Constantinople.
Il faudra attendre l’année 1898 pour voir apparaître le rôle des chambres dans la loi.
Le parlement définit ces organismes comme les représentants des intérêts généraux du Commerce et de l’Industrie. Ils doivent fonder et gérer des équipements susceptibles de soutenir la croissance des sociétés et des régions.

### Conserver la mémoire économique du territoire

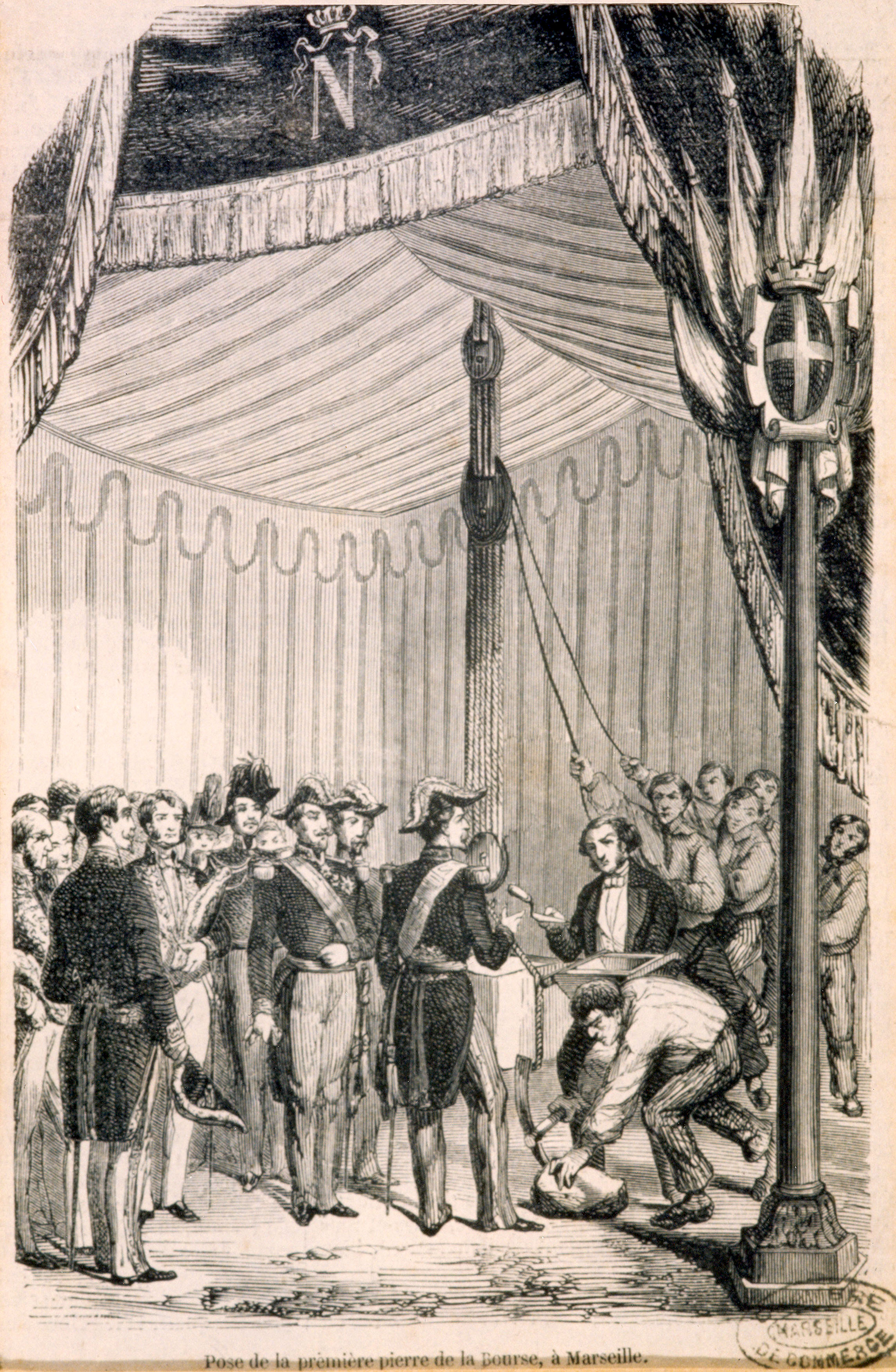
Pose de la première pierre de la Bourse à Marseille par l’Empereur en présence de son Président Fabricius Paranque (09/1849-10/1852) qui tend à l'Empereur Napoléon III la truelle, le 26 septembre 1852.

La CCI Aix Marseille Provence a la charge de deux joyaux du patrimoine économique et culturel marseillais : son siège, le Palais de la Bourse, et le musée de la Marine consacré à l'évolution l’évolution maritime et économique de la ville de Marseille, qui se trouve à l’intérieur.
Le musée a fermé ses portes en 2018. L’annonce, en mars 2022, d’un projet de vente d’œuvres d’art et objets historiques par la CCI AMP fait craindre que ses collections ne soient dispersées,.
Datant de 1860, le Palais de la Bourse a été le théâtre de la plupart des grandes décisions économiques du département et a abrité les débats menés par de nombreux industriels et commerçants. 
Le Palais de la Bourse de Marseille figure parmi les 150 dépôts d’archives de l’histoire du travail les plus vastes au monde. Des chercheurs, venus de multiples laboratoires internationaux, consultent régulièrement ses documents. La salle de lecture permet d’accéder à la collection depuis 1913. Dès sa création en 1599, la CCIAMP a conservé des témoignages de la vie économique locale[source insuffisante].
Entre ces murs, quatre kilomètres linéaires d’archives composées de 80 000 ouvrages, 11 500 gravures, tableaux et aquarelles, ainsi que 100 000 photographies et 4 400 affiches publicitaires témoignent des correspondances commerciales qui se sont tissées autour du bassin méditerranéen.

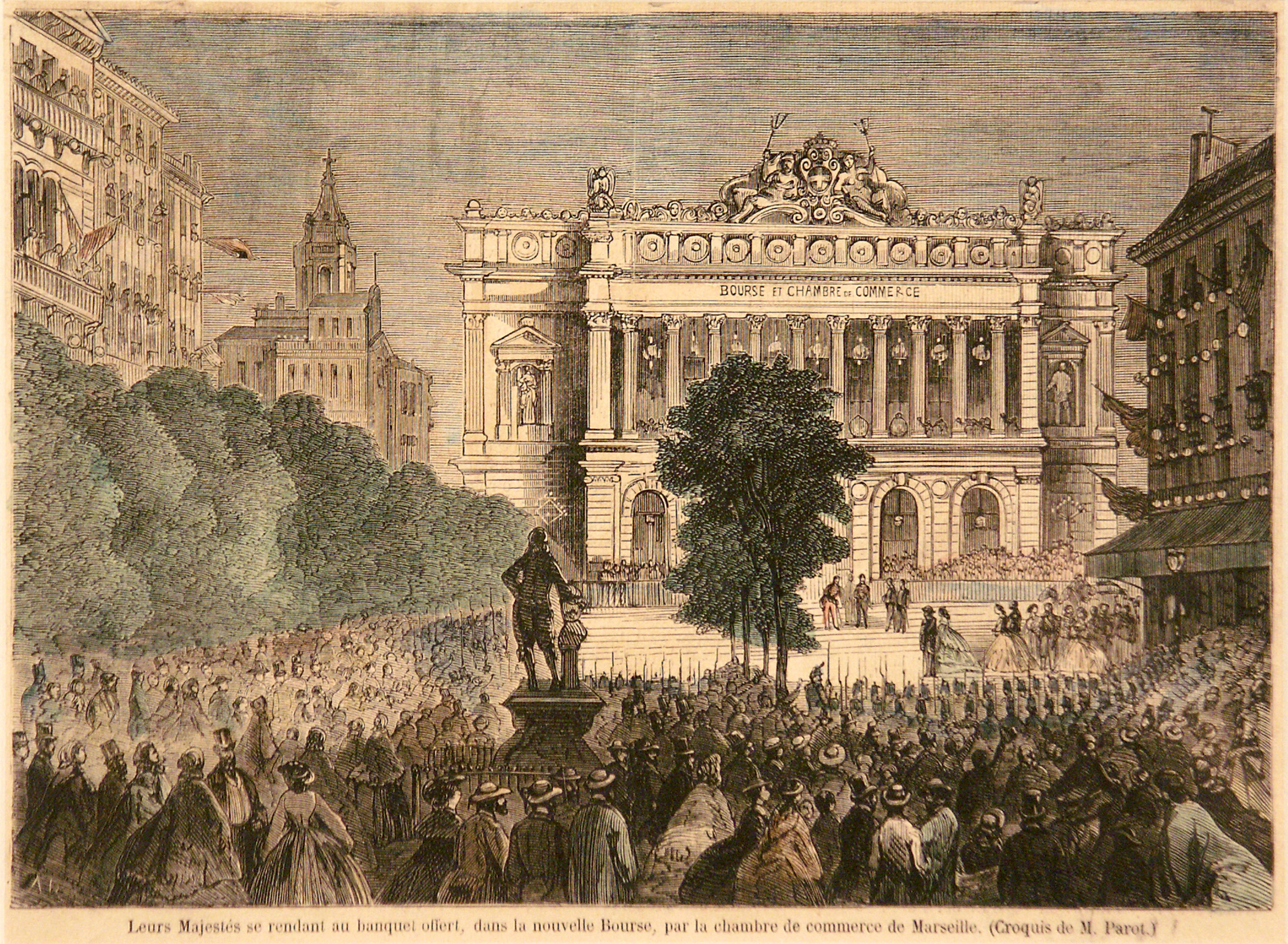
Leurs Majestés se rendant au banquet offert, dans la nouvelle Bourse par la chambre de commerce de Marseille, gravure.

Une photothèque reste également à la disposition des chercheurs.

## Missions
Le réseau des chambres de commerce et d'industrie est né en 1898 afin de veiller à la prise en compte des intérêts des entreprises et participer à l'élaboration des politiques publiques. La CCI Aix Marseille Provence inscrit ses actions en fonction de deux axes : représenter les intérêts des entreprises et contribuer au développement économique du territoire.
La CCI Aix Marseille Provence immatricule les sociétés. La CCI Aix Marseille Provence délivre également les cartes professionnelles et autres documents nécessaires pour l'exercice d'une activité immobilière. La CCI Aix Marseille Provence intervient ensuite comme centre de ressources, d'expertise et d'appui des entrepreneurs tout au long du cycle de vie de l’entreprise, de sa création à la reprise/cession.

### Gestionnaire d'établissements de formation
La CCIAMP administre trois établissements de formation, dont les programmes sont établis pour répondre aux besoins des entreprises.: 
- le CFA Interconsulaire Méditerranée (CFAIM) ;
- le Groupe école pratique (GEP) ;
- l'Institut supérieur du Bâtiment et des Travaux publics (ISBA-TP).

La CCI Marseille-Provence siège également au conseil d’administration de la Kedge Business School.

### Porte-voix des entreprises auprès des pouvoirs publics
La CCI Aix Marseille Provence intervient auprès des pouvoirs publics afin que les intérêts des entreprises du commerce, de l’industrie et des services soient représentés au mieux sur leur territoire. Elle contribue par ailleurs à toutes actions qui servent l’attractivité économique du territoire.

### Contribution aux documents d'urbanisme et d'aménagement
Les CCI sont consultées et/ou associés aux documents d’urbanisme et d’aménagement : la CCIAMP est considérée dans le code de l’urbanisme comme « Personne Publique Associée » (PPA). Elle émet à ce titre des avis règlementaires sur différents documents : PLU (plan local d’urbanisme), SCot (schéma de cohérence territoriale), PLH (Programme local de l’Habitat), les projets d’infrastructure de transports…

### Organismes associés
La CCI Aix Marseille Provence a créé ou contribué à la fondation de multiples organismes chargés de démultiplier son action en matière de développement économique.

## Organisation

### Présidence
La CCI Aix Marseille Provence est présidée par un chef d'entreprise élu pour 5 ans.
Lors des élections, des trois candidats en lice, c’est la liste « 13 engagés » portée par Jean-Luc Chauvin[réf. nécessaire]

#### Liste des présidents
- 1832-1837 : Alexis-Joseph Rostand
- 1837-1838 : Auguste Lafon
- 1838-1842 : Wulfran Puget
- 1842-1843 : Élysée Reynard
- 1843-1845 : Bruno Rostand
- 1844-1845 : Alexandre Warrain
- 1845-1847 : Lazare Luce
- 1847-1849 : David Rabaud
- 1849-1852 : Fabricius Paranque
- 1852-1866 : Jean-Baptiste Pastré
- 1866-1872 : Amédée Armand
- 1872-1875 : Jules Gimmig
- 1875-1881 : Alphonse Grandval
- 1881-1891 : Cyprien Fabre
- 1891-1901 : Augustin Féraud
- 1901-1905 : Léopold Le Mée de La Salle
- 1905-1909 : Paul Desbief
- 1909-1911 : Lucien Estrine
- 1911-1913 : Albert Armand
- 1913-1919 : Adrien Artaud
- 1920-1923 : Hubert Giraud
- 1924-1927 : Émile Rastoin
- 1928-1929 : Edgar David
- 1930-1931 : George Brenier
- 1932-1933 : Maurice Hubert
- 1934-1937 : Félix Prax
- 1937-1941 : Antoine Boude
- 1941-1944 : Émile Régis
- 1944-1947 : Charles Mourre
- 1948-1949 : André Cordesse
- 1950-1951 : Édouard Rastoin
- 1952-1953 : Marcel Rogliano
- 1954-1955 : Francis Dufour
- 1956-1959 : Pierre Keller
- 1960-1963 : Léon Bétous
- 1963-1967 : Émile Blachette
- 1967-1970 : Maurice Chabas
- 1971-1974 : Pierre Blum
- 1974-1977 : Jacques Deguignes
- 1977-1979 : André Touret
- 1980-1982 : Paul Fabre
- 1983-1987 : Henri Mercier
- 1987-1988 : Albert Bourdillon
- 1988-1991 : François Le Bars
- 1992-1997 : Henry Roux-Alezais
- 1998-2003 : Claude Cardella
- 2004-2016 : Jacques Pfister
- Depuis 2016: Jean-Luc Chauvin